# Tulamni
Tulamni, jedno od plemena Buena Vista Yokutsa, porodica Mariposan koji su živjeli u selima kod jezera Buena Vista u Kaliforniji. Od njihovih sela poznata su Tulamniu koje se nalazilo na zapadnoj ili sjeverozapadnoj obali jezera i Wogitiu, današnji McKittrick. Selo Tulamniu španjolac Pedro Fages 1772. nazvao je Buena Vista, a bilo je naseljeno nekoliko stoljeća.